# Summer Sunshine
«Summer Sunshine» (Luz de verano) es el primer sencillo del cuarto álbum de estudio de la banda irlandesa The Corrs, Borrowed Heaven.
Supuso el primer sencillo inédito escrito por The Corrs desde el lanzamiento de "Would Ypu Be Happier?" en 2001.
La canción se posicionó número 1 en Hungría, 2 en España, 5 en Bélgica, 6 en Reino Unido,  12 en Irlanda y 13 en Australia, entre otros países, y llegó al número 1 de Los 40 Principales en España. El vídeo musical estuvo dirigido por Kevin Godley.

## Ediciones
Reino Unido & Europa
1. "Summer Sunshine"
2. "Summer Sunshine (Acoustic)"

Vinilo EEUU
1. "Summer Sunshine (Fernando Garibay Extended Mix)" – 10:40
2. "Summer Sunshine (Ford Club Mix)" – 8:15
3. "Summer Sunshine (Ford Dub Mix)" – 6:42
4. "Summer Sunshine (Global Club Mix)" – 8:09
5. "Summer Sunshine (Fernando Garibay Acapella)" – 3:02
6. "Summer Sunshine (Ford Break Mix)" – 8:14
7. "Summer Sunshine (Ford Synthapella)" – 6:45

Edición limitada Europa
1. "Summer Sunshine"
2. "Summer Sunshine (Acoustic)"
3. "Summer Sunshine (Ford Remix)"
4. "Summer Sunshine (Video)"
5. "Silver Strand (Acoustic)
6. "Behind The Scenes At The Video"

- Datos: Q518954